# Aylmer Buesst
Aylmer Buesst (Melbourne, 28 de enero de 1883-St Albans, 25 de enero de 1970) fue un director de orquesta, maestro y estudioso australiano, quien pasó su carrera en el Reino Unido. Se le relaciona sobre todo con la ópera y la música vocal. También escribió una obra importante sobre los leitmotifs en las óperas de Richard Wagner y era una autoridad en heráldica.

## Biografía
Aylmer Wilhelmy Buesst nació en 1883 en Melbourne, hijo de William Augustus Buesst (1846–1935) y Helen Violette, de soltera Pelt. Sus hermanos fueron Victor Augustine (1885-1960; un compositor), y Tristan Noël Marchand (1894-1982; un soldado, abogado y coleccionista de cosas de Australia). La familia Buesst había emigrado en los años 1870 desde Staffordshire en Inglaterra, «buesst» es una palabra anglosajona que significa «robusto».  A pesar de todo, su madre más tarde pretendió que el nombre fuera alemán y a veces añadido una diéresis (Büesst) para que así pareciera.
Estudió violín en Melbourne, donde fue celebrado como un prodigio. Durante los años 1890 el virtuoso visitante Joseph Joachim se fijó en él y lo llevó a Breslau para estudiar con él. Tuvo ulteriores estudios en el conservatorio de Breslau, luego con César Thomson en Bruselas y August Wilhelmj en Londres.  Sus estudios musicales continuaron en el Conservatorio de Leipzig, incluyendo estudios de dirección con Arthur Nikisch.    
En 1911 fue invitado a dirigir la Orquesta de Hallé en Mánchester, Inglaterra.  En 1914, con el estallido de la Primera Guerra Mundial, fue aprisionado en Strangeways Prison como un enemigo en la creencia de que ea alemán, considerando que hablaba alemán con fluidez, y desarrolló un acento inglés que sonaba a alemán de sus años de estudio en el continente europeo, y también había adoptado la diéresis cuando escribía su apellido.  Recabó la ayuda de un amigo externo, Sir Gerald Woods Wollaston (un futuro Garter Principal King of Arms 1930-1944) en busca de sus antepasados, para probar que él era de pura raza inglesa.  Wollaston fue capaz de asegurar su liberación después de diez meses.  En el proceso, Wollaston consiguió que se organizara un Grant of Arms para Buesst.  Irónicamente, debido a su excelente alemán, Buesst (que rápidamente había eliminado su diéresis) fue usado entonces para interrogar a oficiales alemanes capturados y ayudando, en general, con traducciones a través del resto de la guerra. A pesar de estar despejadas las dudas sobre simpatías alemanas o conexiones familiares, no se le necesitó más en la Hallé debido al sentimiento prevalente antialemán. Regresó a Breslau, convirtiéndose allí en Kapellmeister. Fue en Breslau donde se interesó por la heráldica, y comenzó lo que más adelante sería una colección de libros y otros materiales de heráldica europea, incluyendo todos los blasones del Sacro Imperio Romano Germánico. Su biblioteca fue más adelante donada para ayudar a fundar la colección del Instituto de Heráldica y Estudios Genealógicos.
Aylmer Buesst dirigió la Compañía de Ópera Moody-Manners, la Compañía de Ópera D'Oyly Carte, luego la Compañía de Ópera Beecham 1916-17 y 1919-20. Fue cofundador de la Compañía de Ópera Nacional Británica (BNOC), que dirigió en 1922-28. Se casó con la soprano May Blyth en 1924.
Su libro El anillo del nibelungo: una guía acto por acto de la trama y la música de Richard Wagner fue publicada en 1932, tuvo una segunda edición en 1952, y durante muchos años fue una referencia estándar sobre el uso que Wagner hizo del leitmotif, cada uno de los cuales identificó.
En 1933 fue nombrado Director musical asistente de la BBC hasta 1936. Guio la representación del estreno de la Cantata Profana de Béla Bartók, en una retransmisión de radio desde Londres el 25 de mayo de 1934. Dirigió la Orquesta Escocesa en 1939-40.
Desempeñó cargos docentes en la Royal Academy of Music, el Royal College of Music y la Guildhall School of Music. Entre sus estudiantes estuvieron los compositores Buxton Orr e Imogen Holst, los directores George Weldon, Robert Jenner, y Thomas Loten, y el tenor Ian Partridge.
Fue presidente de la Sociedad Orquestal de St Albans y su hija Jill fue una pianista.
Falleció en enero de 1970, a la edad de 86 años.

## Grabaciones
Aylmer Buesst hizo grabaciones con Enrico Caruso, Richard Crooks y Heddle Nash.
Hizo la tercera grabación de la ópera de Mascagni Cavalleria rusticana, con la BNOC en 1927.  Esta fue la primera grabación de una ópera completa que se hizo en Inglaterra usando el proceso eléctrico.  Los principales cantantes fueron Heddle Nash, Justine Griffiths, Harold Williams, la esposa de Buesst May Blyth y Marjorie Parry (entonces esposa de John Barbirolli). La grabación ha sido lanzada en CD, emparejada con Eugene Goossens dirigiendo Pagliacci de Leoncavallo.  Este lanzamiento ha recibido una serie de encendidos elogios.